# Слайго Роверс
Футбольный клуб «Сла́йго Ро́верс» (англ. Sligo Rovers Football Club) — ирландский футбольный клуб из города Слайго, основанный в 1928 году.

## История
«Слайго Роверс» был основан 17 сентября 1928 года в результате слияния двух молодёжных команд: «Слайго Таун» и «Слайго Блюз». В первом матче, состоявшемся в тот же день, команда победила со счётом 9:1 «Беллишенон». Клуб получил право участия в чемпионате Ирландии 1934 года. В то время «Слайго Роверс» выступали в бело-красных футболках и красных шортах (дома) или в полностью белой форме (на выезде).
Во время Второй мировой войны контракт с клубом подписал Дикси Дин — бывший игрок «Эвертона», легенда английской лиги и один из лучших бомбардиров за всю её историю.
Два лучших сезона в истории клуба пришлись на 1937 и 1977 годы, когда «Слайго Роверс» становился чемпионом Ирландии. Кроме того, в 1983 году после финальной победы над «Богемианс» клуб завоевал кубок Ирландии по футболу. В 1994 году команда выиграла Первый дивизион, щит Первого дивизиона и второй кубок Ирландии, обыграв в финале «Дерри Сити». Осенью 1994 года клуб выступил в Кубке обладателей кубков, обойдя в первом раунде мальтийскую «Флориану». В следующем раунде «Слайго Роверс» сыграл против бельгийского «Брюгге», проиграв оба матча со счётом 1:2 (дома) и 1:3 (на выезде) соответственно.
В субботу 12 ноября 2005 года «Слайго Роверс» разошёлся ничьей 0:0 с «Атлон Таун», благодаря чему выиграл Первый дивизион и впервые за шесть лет вернулся в высшую лигу. В 2006 году клуб дошёл до полуфинала кубка Ирландии. Несмотря на то, что в ходе сезона клуб покинул тренер Шон Коннор, «Слайго Роверс» финишировал на вполне удовлетворительной пятой позиции.
В 2010 году клуб получил бронзовые награды чемпионата Ирландии и одновременно выиграл Кубок Ирландии по футболу и Кубок ирландской лиги по футболу, получив право на участие в Лиге Европы. Первым соперником команды стала полтавская «Ворскла». После безголевой ничьи на выезде клуб проиграл дома со счётом 2:0 и выбыл из турнира. В 2011 году «Слайго Роверс» впервые в XXI веке занял второе место в чемпионате, уступив только «Шэмрок Роверс».
В 2012 году клуб третий раз в истории стал чемпионом Ирландии. В 30 матчах «Слайго Роверс» под руководством англичанина Иана Бараклафа потерпел всего три поражения, на 4 очка опередив «Дроэду Юнайтед». Лидерами команды в том сезоне были англичанин Дэнни Норт (15 голов, второй бомбардир турнира), ирландцы Марк Куигли и Джейсон Макгиннесс. В 2013 году команда заняла третье место в чемпионате и выиграла Кубок Ирландии (в финале «Дроэда Юнайтед» сравняла счёт в добавленное время, но спустя минуту победу «Слайго Роверс» принёс англичанин Энтони Элдинг). 
В 2021 году «Слайго Роверс» под руководством Лиама Бакли впервые за 8 лет вернулся в тройку призёров чемпионата Ирландии, заняв третье место.

## Болельщики

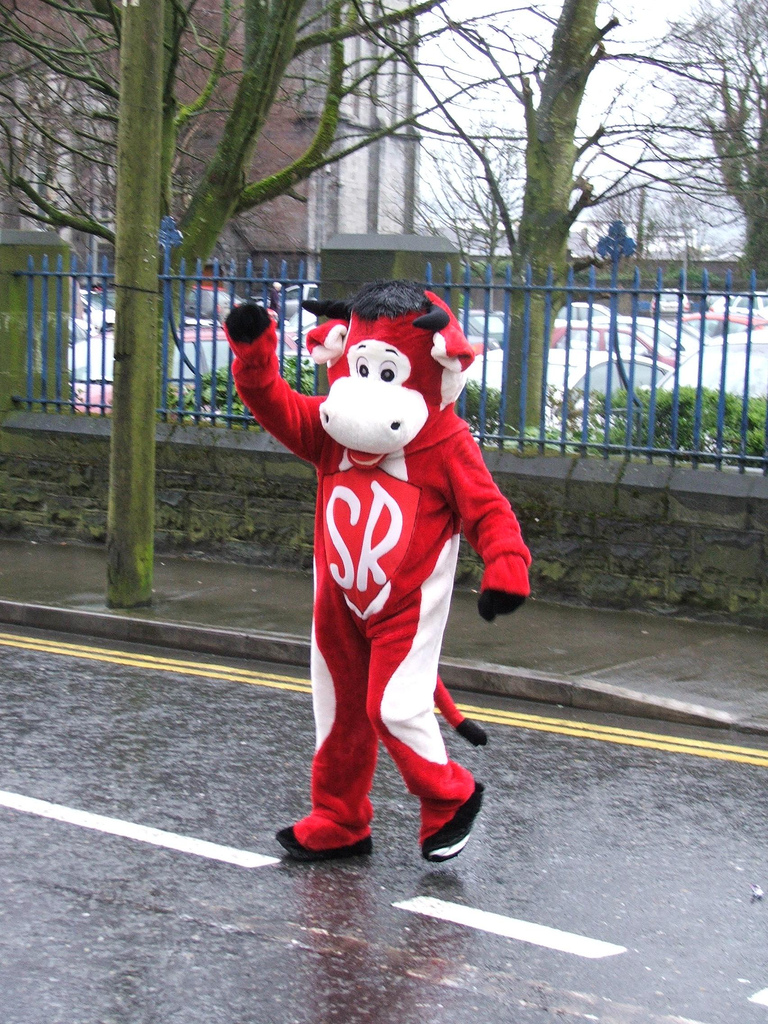
Талисман клуба.

С момента основания клуб имел немало сторонников как в родном Слайго, так и в целом в северо-западном регионе, где «Слайго Роверс» является ведущей футбольной командой со времён её прохода в чемпионат Ирландии. Средняя посещаемость домашних игр составляет 1800 человек (домашний стадион вмещает 6000 зрителей, из них 3000 — сидячие места). Клуб имеет немало болельщиков, работающих на привлечение средств для клуба, в частности «Bit O’Red Supporters Trust», которые в последнее время пытались начать несколько кампаний по сбору средств, чтобы помочь клубу в долгосрочной перспективе.
Другими известными клубами болельщиков команды являются «The Dublin Supporters Club» (DSC), а также «South Sligo Supporters Club» и «North Sligo Supporters Club». Последние два проводят сборы средств в своих частях города (северной и южной), регулярно организовывая автобусные поездки на домашние (для тех, кто живёт за пределами города) и выездные игры команды. Самой известной ультрас-группировкой является «Forza Rovers», которая возникла в 2008 году.
В 1997 году журналист и писатель Эймонн Свинни опубликовал произведение, посвящённое «Слайго», под названием «There’s Only One Red Army».

## Достижения
- Чемпион Ирландии: 1936/37, 1976/77, 2012
- Серебряный призер чемпионата Ирландии: 1938/39, 1950/51, 2011
- Бронзовый призер чемпионата Ирландии: 1935, 1939/40, 1956/57, 1966/67, 2010, 2013, 2021
- Обладатель кубка Ирландии: 1982/83, 1993/94, 2010, 2011, 2013
- Финалист кубка Ирландии: 1938/39, 1939/40, 1969/70, 1977/78, 1980/81, 2009
- Обладатель кубка ирландской лиги: 1997/98, 2010
- Финалист кубка ирландской лиги: 1975/76, 1976/77, 1995/96

## Выступления в еврокубках
| Сезон   | Турнир                        | Раунд                 | Соперник     | Дома | В гостях | Общий счёт            |  |
| ------- | ----------------------------- | --------------------- | ------------ | ---- | -------- | --------------------- |  |
| 1994/95 | Кубок обладателей кубков УЕФА | Предварительный раунд | Флориана     | 2:2  | 1:0      | 3:2                   |  |
| 1994/95 | Кубок обладателей кубков УЕФА | Первый раунд          | Брюгге       | 1:2  | 1:3      | 2:5                   |  |
| 2011/12 | Лига Европы УЕФА              | Второй раунд          | Ворскла      | 0:0  | 0:2      | 0:2                   |  |
| 2013/14 | Лига чемпионов УЕФА           | Первый раунд          | Мольде       | 0:1  | 0:2      | 0:3                   |  |
| 2014/15 | Лига Европы УЕФА              | Первый раунд          | Банга        | 0:0  | 4:0      | 4:0                   |  |
| 2014/15 | Лига Европы УЕФА              | Второй раунд          | Русенборг    | 2:1  | 1:3      | 3:4                   |  |
| 2021/22 | Лига конференций УЕФА         | Первый раунд          | Хабнарфьодюр | 1:2  | 0:1      | 1:3                   |  |
| 2022/23 | Лига конференций УЕФА         | Первый раунд          | Бала Таун    | 0:1  | 2:1      | 2:2 (4:3 по пенальти) |  |
| 2022/23 | Лига конференций УЕФА         | Второй раунд          | Мотеруэлл    | 2:0  | 1:0      | 3:0                   |  |
| 2022/23 | Лига конференций УЕФА         | Третий раунд          | Викинг       | 1:0  | 1:5      | 2:5                   |  |